# HORNETS
HORNETS Co.,Ltd. (株式会社HORNETS Kabushiki-gaisha Hōnettsu?), es un estudio de animación japonés fundado en diciembre de 2013.

## Historia
Fue establecido el 27 de diciembre de 2013 por ex empleados de SynergySP dirigidos por Masanobu Hatta, productor de animación de Major y Beast Saga. El nombre del estudio se inspiró en el equipo de béisbol ficticio, Indiana Hornets, en la serie de manga Major de Takuya Mitsuda.
Desde diciembre de 2013 hasta agosto de 2016, HORNETS había operado un departamento de fotografía. El departamento de fotografía del estudio se estableció cuando SynergySP transfirió su departamento de fotografía a HORNETS en diciembre de 2013. En agosto de 2016, su departamento de fotografía se incorporó a una compañía separada de HORNETS llamada Tplus, Inc.

## Obras

### Series de televisión
| Año  | Título                                                                                               | Director       | Fecha de primera transmisión | Fecha de última transmisión | Eps. | Notas | Refs.             |
| ---- | --- | -------------- | ---------------------------- | --------------------------- | ---- | --- | ----------------- |
| 2020 | Somali to Mori no Kamisama                                                                           | Kenji Yasuda   | 9 de enero de 2020           | 26 de marzo de 2020         | 12   | Adaptación del manga escrito e ilustrado por Yako Gureishi. Coproducción junto a Satelight.                             | [ 3 ]             |
| 2022 | Gaikotsu Kishi-sama, Tadaima Isekai e Odekakechuu                                                    | Katsumi Ono    | 7 de abril de 2022           | 23 de junio de 2022         | 12   | Adaptación de la novela ligera escrita por Ennki Hakari e ilustrada por KeG. Coproducción junto a Studio Kai.           | [ 4 ] [ 5 ] [ 6 ] |
| 2024 | Loop 7-kaime no Akuyaku Reijō wa, Moto Tekikoku de Jiyū Kimama na Hanayome Seikatsu wo Mankitsu Suru | Kazuya Iwata   | 7 de enero de 2024           | 24 de marzo de 2024         | 12   | Adaptación de la novela ligera escrita por Tōko Amekawa e ilustrada por Wan Hachipisu. Coproducción junto a Studio Kai. | [ 7 ]             |
| —    | 29-Sai Dokushin Chūken Bōkensha no Nichijō                                                           | Riki Fukushima | —                            | —                           | —    | Adaptación del manga escrito e ilustrado por Ippei Nara.                                                                | [ 8 ]             |

### Como colaborador
- Shigatsu wa Kimi no Uso (producción principal: A-1 Pictures; Segunda animación clave, cooperación de producción (ep 12), 2014)[9]
- Luck & Logic (producción principal: Doga Kobo; Asistencia de fotografía, asistencia de producción (ep10), 2016)[10]
- Last Hope (producción principal: Satelight; Asistencia de producción de animación (ep 25), 2018)[11]
- Yōjo Senki: La película (producción principal: NUT; Cooperación de producción de animación, 2019)[12]
- Deca-Dence (producción principal: NUT; Segunda animación clave (ep 12), Asistencia de producción de animación (ep 10), 2020)[13]